# Барбет Шредер
Барбе́т Шре́дер (фр. Barbet Schroeder; нар. 26 серпня 1941, Тегеран, Іран) — французький кінорежисер, сценарист, продюсер.

## Біографія
Барбет Шредер народився 26 серпня 1941 в Тегерані, Іран. Його батько, родом зі Швейцарії, був геологом, мати — з Німеччини, була за фахом лікарем, хоча і не практикувала. Дитинство Шредера провів у переїздах по різних країнах, з 6 до 11 років він жив у Колумбії. Батьки розвелися, коли Шредеру було 11 років, і далі він живе у Франції. Навчався в Сорбонні на факультеті філософії. Закінчивши навчання, перепробував низку професій: був музичним критиком, джазовим імпресаріо, фотожурналістом. Співпрацював з журналом Cahiers du cinéma, був близьким до кінематографістів нової хвилі — Годара, Ж. Ріветта, Е. Ромера.
У 1962 організував разом з Еріком Ромером продюсерську фірму Les Films du Losange, яка успішно працює і в наш час (серед останніх спродюсованих нею фільмів — «Біла стрічка» Міхаеля Ганеке і «Антихрист» Ларса фон Трієра).
Як режисер Барбет Шредер дебютував у 1969-му році фільмом «Більше» про героїн і наркотичну залежність, який став хітом у Європі. Музику до стрічки написали Pink Floyd і випустили до нього свій альбом. У 1972 році Pink Floyd записали музику для іншого фільму Шредера «Долина» і випустили альбом під назвою «Прихований за хмарами» (англ. Obscured by Clouds).
Працював у США, де, серед іншого, замовив Чарлзу Буковскі сценарій фільму «П'яниця», на постановку якого довго і різними шляхами умовляв різні студії, поки нарешті не поставив фільм у 1987 році. Фільм з Міккі Рурком у головній ролі мав успіх, що дозволило Шредеру отримати кошти на постановку стрічки «Виворіт долі», що принесла йому номінацію на «Оскара». Незважаючи на низку його комерційно успішних фільмів, Шредер продовжує бути зацікавленим у створенні робіт для обмеженішої аудиторії, таких як адаптація автобіографічного роману колумбійського письменника Фернандо Вайєхо «Богоматір убивць» (2000), документальний фільм про диктатора Уганди Іді Аміна (1974) або «Адвокат терору» (2007) про адвоката-захисника знаменитих терористів Жака Вержеса.
У 2009 році Шредер підписав петицію на підтримку режисера Романа Поланскі, закликаючи до його звільнення після того, як Поланскі був заарештований у Швейцарії за звинуваченням у 1977 році в отруєнні наркотиками і зґвалтуванні 13-річної дівчинки.
Барбет Шредер також сам грав у декількох фільмах інших режисерів: консультанта в «Королеві Марго)» за романом Олександра Дюма (1996, реж. Патріс Шеро), президента Франції у фільмі 1996 року «Марс атакує!» (реж. Тім Бертон), продавця у фільмі «Париже, я люблю тебе» (2006), механіка у стрічці «Потяг на Дарджилінг. Відчайдушні мандрівники» (2007, реж. Вес Андерсон).
Барбет Шредер мешкає у Парижі. З 1991 року одружений з акторкою Бюль Ож'є.

## Фільмографія
| Рік       |      | Назва українською                  | Оригінальна назва                   | Режисер | Сценарист | Продюсер              |
| --------- | ---- | ---------------------------------- | ----------------------------------- | ------- | --------- | --------------------- |
| 1969      |      | «Більше»                           | More                                | Так     | Так       | Так                   |
| 1971      | к/м  | Макіяж                             | Maquillages                         | Так     |           | Так                   |
| 1971      | к/м  | Свинина з солодкою картоплею       | Le cochon aux patates douces        | Так     |           | Так                   |
| 1971      | к/м  | Сінг-Сінг                          | Sing Sing                           | Так     |           | Так                   |
| 1972      |      | Долина                             | La vallée                           | Так     | Так       |                       |
| 1974      |      | Генерал Іді Амін Дада: Автопортрет | Général Idi Amin Dada: Autoportrait | Так     | Так       |                       |
| 1975      |      | Коханка-хазяйка                    | Maîtresse                           | Так     | Так       |                       |
| 1978      |      | Коко, горила, що говорить          | Koko, le gorille qui parle          | Так     |           | асоційований продюсер |
| 1983      |      | Шулери                             | Tricheurs                           | Так     | Так       |                       |
| 1987      |      | П'яниця                            | Barfly                              | Так     |           | Так                   |
| 1990      |      | Виворіт долі                       | Reversal of Fortune                 | Так     |           |                       |
| 1992      |      | Самотня біла жінка                 | Single White Female                 | Так     |           | Так                   |
| 1994      |      | Поцілунок смерті                   | Kiss of Death                       | Так     |           | Так                   |
| 1995      |      | До і після                         | Before and After                    | Так     |           | Так                   |
| 1998      |      | Відчайдушні заходи                 | Desperate Measures                  | Так     |           | Так                   |
| 2000      |      | Богоматір убивць                   | La virgen de los sicarios           | Так     |           | Так                   |
| 2002      |      | Відлік убивств                     | Murder by Numbers                   | Так     |           | Так                   |
| 2007      | док. | Адвокат терору                     | L'avocat de la terreur              | Так     |           |                       |
| 2007-2015 | т/с  | Божевільні                         | Mad Men                             | Так     |           |                       |
| 2008      |      | Індзю, звір в тіні                 | Inju, la bête dans l'ombre          | Так     | Так       |                       |
| 2015      |      | Амнезія                            | Amnesia                             | Так     | Так       |                       |

| Рік  |         | Назва українською                | Оригінальна назва                                         | Режисер                                                                 | Примітки            |
| ---- | ------- | -------------------------------- | --------------------------------------------------------- | ----------------------------------------------------------------------- | ------------------- |
| 1962 | к/м     | Булочниця з Монсо                | La boulangère de Monceau                                  | Ерік Ромер                                                              |                     |
| 1963 | к/м     | Середземномор'я                  | Méditerranée                                              | Жан-Даніель Поллет, Фолькер Шльондорф                                   |                     |
| 1963 |         | Кар'єра Сюзанни                  | La carrière de Suzanne                                    | Ерік Ромер                                                              |                     |
| 1964 | к/м     | Надя в Парижі                    | Nadja à Paris                                             | Ерік Ромер                                                              |                     |
| 1965 |         | Париж очима шести                | Paris vu par…                                             | Клод Шаброль, Жан Душе, Жан-Люк Годар, Жан-Даніель, Ерік Ромер, Жан Руш |                     |
| 1966 |         | Колекціонерка                    | La collectionneuse                                        | Патрік Бошо, Гайде Політофф, Даніель Помрель                            |                     |
| 1967 | т/ф к/м | Фермерка з Монфокона             | Fermière à Montfaucon                                     | Ерік Ромер                                                              |                     |
| 1969 |         | Ніч у Мод                        | Ma nuit chez Maud                                         | Ерік Ромер                                                              |                     |
| 1970 |         | Коліно Клер                      | Le genou de Claire                                        | Ерік Ромер                                                              |                     |
| 1972 |         | Любов пополудні                  | L'amour l'après-midi                                      | Ерік Ромер                                                              |                     |
| 1974 |         | Селіна і Жулі зовсім забрехалися | Céline et Julie vont en bateau: Phantom Ladies Over Paris | Жак Ріветт                                                              |                     |
| 1976 |         | Маркіза фон О                    | Die Marquise von O…                                       | Ерік Ромер                                                              |                     |
| 1976 |         | Китайська рулетка                | Chinesisches Roulette                                     | Райнер Вернер Фассбіндер                                                |                     |
| 1978 |         | Парсіфаль Гальський              | Perceval le Gallois                                       | Ерік Ромер                                                              |                     |
| 1981 |         | Північний міст                   | Le pont du Nord                                           | Жак Ріветт                                                              |                     |
| 1984 |         | Негідна поведінка                | Mauvaise conduite                                         | Нестор Альмендрос, Орландо Хіменес Леаль                                |                     |
| 1985 |         | Крила і пута                     | Flügel und Fesseln                                        | Хельма Зандерс-Брамс                                                    | співпродюсер        |
| 1995 |         | Незнайомець                      | Never Talk to Strangers                                   | Пітер Голл                                                              | виконавчий продюсер |
| 1998 |         | Нікіта-подвійне життя            | Shattered Image                                           | Рауль Руїс                                                              |                     |
| 2012 | к/м     | Сонний американець               | Dreaming American                                         | Лі Персі                                                                | виконавчий продюсер |

| Рік  |    | Українська назва                             | Оригінальна назва                                         | Роль                                 |
| ---- | -- | -------------------------------------------- | --------------------------------------------------------- | ------------------------------------ |
| 1962 | кф | Булочниця з Монсо                            | La boulangère de Monceau                                  | молодий чоловік / оповідач           |
| 1963 | ф  | Карабінери                                   | Les carabiniers                                           | продавець автомобілів                |
| 1965 | ф  | Париж очима шести                            | Paris vu par...                                           | Жан-П'єр (епізод «Північний вокзал») |
| 1969 | ф  | Щоденники, замітки і нариси                  | Diaries Notes and Sketches                                |                                      |
| 1971 | ф  | Не торкайся до мене                          | Out 1, noli me tangere                                    | Жіан-Рето                            |
| 1972 | ф  | 1: Спектр                                    | Out 1: Spectre                                            |                                      |
| 1974 | ф  | Селіна і Жулі зовсім забрехалися             | Céline et Julie vont en bateau: Phantom Ladies Over Paris | Олів'є                               |
| 1979 | ф  | Роберт                                       | Roberte                                                   | Вітторіо                             |
| 1990 | ф  | Золотий човен                                | The Golden Boat                                           | Mean Passer-by                       |
| 1994 | ф  | Королева Марго                               | La reine Margot                                           | консультант                          |
| 1994 | ф  | Поліцейський з Беверлі-Гіллз III             | Beverly Hills Cop III                                     | чоловік в «Порше»                    |
| 1996 | ф  | Марс атакує!                                 | Mars Attacks!                                             | Моріс, Президент Франції             |
| 2004 | ф  | Не робіть цього                              | Ne fais pas ça!                                           | клієнт у ресторані                   |
| 2005 | ф  | Авантюра                                     | Une aventure                                              | доктор Ідельман                      |
| 2006 | ф  | Париже, я люблю тебе                         | Paris, je t'aime                                          | мосьє Анні (епізод «Порт-де-Шуазі»)  |
| 2007 | ф  | Не чіпай сокиру                              | Ne touchez pas la hache                                   | герцог де Гранльє                    |
| 2007 | ф  | Потяг на Дарджилінг. Відчайдушні мандрівники | The Darjeeling Limited                                    | механік                              |
| 2010 | ф  | Адвокат                                      | L'avocat                                                  | Жак Меко                             |
| 2010 | кф | Як собака                                    | Comme un chien                                            | люблячий чоловік                     |
| 2013 | ф  | Наприклад, Електра                           | Par exemple, Electre                                      |                                      |
| 2014 | ф  | Портрет художника                            | Le dos rouge                                              | медик                                |

## Визнання
| Нагороди та номінації Барбета Шредер                          | Нагороди та номінації Барбета Шредер                           | Нагороди та номінації Барбета Шредер | Нагороди та номінації Барбета Шредер |
| Рік                                                           | Категорія                                                      | Фільм                                | Результат                            |
| ------------------------------------------------------------- | -------------------------------------------------------------- | ------------------------------------ | ------------------------------------ |
| Міжнародний кінофестиваль у Чикаго                            |                                                                |                                      |                                      |
| 1978                                                          | Гран-прі Золотий Г'юго                                         | Коко, горила, що говорить            | Номінація                            |
| Каннський міжнародний кінофестиваль                           |                                                                |                                      |                                      |
| 1987                                                          | Золота пальмова гілка                                          | П'яниця                              | Номінація                            |
| 2007                                                          | Приз Особливий погляд                                          | Адвокат терору                       | Номінація                            |
| Спільнота кінокритиків Нью-Йорка                              |                                                                |                                      |                                      |
| 1990                                                          | Найкращий режисер                                              | Виворіт долі                         | 2-е місце                            |
| Премія «Оскар»                                                |                                                                |                                      |                                      |
| 1991                                                          | Найкращий режисер                                              | Виворіт долі                         | Номінація                            |
| Премія «Золотий глобус»                                       |                                                                |                                      |                                      |
| 1991                                                          | Найкращий режисер — Художній фільм                             | Виворіт долі                         | Номінація                            |
| Гаванський кінофестиваль                                      |                                                                |                                      |                                      |
| 2000                                                          | Приз Корал за найкращу роботу не-латиноамериканського режисера | Богоматір убивць                     | Перемога                             |
| Венеційський міжнародний кінофестиваль                        |                                                                |                                      |                                      |
| 2000                                                          | Золотий лев                                                    | Богоматір убивць                     | Номінація                            |
| 2000                                                          | Золота медаль президента Італійського сенату                   | Богоматір убивць                     | Перемога                             |
| 2008                                                          | Золотий лев                                                    | Індзю, звір в тіні                   | Номінація                            |
| Міжнародний геївсько-лесбійський кінофестиваль Верзауберт     |                                                                |                                      |                                      |
| 2001                                                          | Найкращий фільм                                                | Богоматір убивць                     | Перемога                             |
| Премія «Сезар»                                                |                                                                |                                      |                                      |
| 2008                                                          | Найкращий документальний фільм                                 | Адвокат терору                       | Перемога                             |
| Золота зірка кіно                                             |                                                                |                                      |                                      |
| 2008                                                          | Найкращий документальний фільм                                 | Адвокат терору                       | Перемога                             |
| Кінофестиваль «Великі озера» (м. Ері, штат Пенсільванія, США) |                                                                |                                      |                                      |
| 2012                                                          | Приз за найкращий короткометражний фільм                       | Сонний американець                   | Перемога                             |
| Премія «Люм'єр»                                               |                                                                |                                      |                                      |
| 2018                                                          | Найкращий документальний фільм                                 | Поважний В.                          | Номінація                            |

## Громадська позиція
У липні 2018 підтримав петицію Асоціації французьких кінорежисерів на захист ув'язненого у Росії українського режисера Олега Сенцова